# Drake Rimmer
Drake Rimmer (Southport, 1901 – ?, 1978) was een Brits componist en dirigent. Hij is een neef van de componist, dirigent en cornettist William Rimmer.

## Levensloop
Rimmer zette de familie traditie - het componeren voor brassbands - voort. Hij studeerde in Edinburgh, Manchester en Hamburg. Drake Rimmer was ook bekend als dirigent van verschillende brassbands zoals de "Mossley Brass Band" met die hij in 1969 het Edinburgh Festival won en de "Dysart Colliery Silver Band". Naast anderen was hij medeoprichter van de National Youth Brass Band of Scotland.
Rimmer was een veelgevraagd jurylid bij de brassband-concoursen in Groot-Brittannië. 
Ook als componist heeft hij vele verplichte werken voor de concoursen op het Britse eiland geschreven. In deze tijd begon ook een wandeling in de programmering bij de brassbands in het Verenigd Koninkrijk, omdat zij niet langer de programma's van harmonie- of militaire orkesten wilden kopiëren, maar eigen (authentiek) repertoire wilden uitvoeren. Drake Rimmer en zijn tijdgenoten zorgden ervoor dat de brassband-beweging een grote populariteit kreeg.

## Composities

### Werken voor brassband
- Aberystwyth, hymne voor brassband
- Golden Rain, duet voor twee cornets en brassband
- Grand Father's Clock, air en variaties voor eufonium en brassband
- Holiday Sketches - Fantasy, suite
- Homage to Pharoah
- King Lear, tone poem
- Macbeth, tone poem
- Midsummer Eve, tone poem
- National Rhapsody nr. 1
- Othello, voor brassband
- Pegasus, voor Es cornet en brassband
- Quo Vadis, tone poem
- Rhapsody of Britain
- Rufford Abbey, tone poem
- Spirit of Progress, symfonisch gedicht
- Starlight, voor solo cornet en brassband
- The Flame of Freedom, symfonische rapsodie
- The Golden Hind, tone poem
- The Harvester
- The Unknown Warrior
- Tyrolean Scenes, fantasia
- Venus and Adonis
- Via Stellaris (The Way to the Stars), Symphonic Concert Prelude voor brassband